# عملیات نصر ۸
عملیات نصر ۸ عملیات نظامی تهاجمی نیمه‌گسترده نیروهای مسلح ایران، به فرماندهی سپاه پاسداران بود، که در مهر و آبان‌ماه سال ۱۳۶۶ در محور ماووت، در ارتفاعات گرده‌رش انجام شد.

## پیشینه
پس از کاهش بحران خلیج فارس و قطع درگیری‌های ایران و آمریکا در دریا، بار دیگر جنگ زمینی و تلاش در جبهه شمالی در اولویت قرار گرفت.

## نبرد
عملیات نصر ۸ در ساعت یک و ۱۵ دقیقه بامداد ۲۹ آبان سال ۱۳۶۶ آغاز شد. در این عملیات برای تک (حمله) هماهنگ به مواضع ارتش عراق، یگان‌های ایرانی با ۵ تا ۸ ساعت راهپیمایی، زیر مواضع نیروهای عراقی مستقر شدند و موفق شدند هدف‌های خود را بر روی قله‌های «۱۴۲۶»، «۱۴۱۸»، «۱۳۹۱» و همچنین، قرارگاه تاکتیکی «تیپ ۳۹» و مقر گردان ۱ این تیپ عراق را تصرف کنند. در این میان، تنها مقر گردان ۲ تیپ ۳۹ در ادامه یال شمال «گرده‌رش» پاک‌سازی نشد.
با آغاز عملیات، مهندسی قرارگاه «نجف» نیز اقدام به احداث جاده از پاسگاه پلیس به سمت رودخانه «قلعه‌چولان» و احداث پل لوله‌ای روی این رودخانه کرد. از ساعت پنج صبح، نیروهای عراقی با عناصر باقی‌مانده از تیپ ۳۹ به لشکر ۵۷ ابوالفضل پاتک کردند و با ادامه این فشار توانستند این لشکر را ۳۰۰ متر عقب بزنند و به دلیل احساس خطر از این محور، به این لشکر مأموریت داده شد تا هنگام ورود نیروهای لشکر ویژه شهدا، مقاومت کرده و منطقه را حفظ نمایند. لشکر ویژه شهدا نیز مأموریت داشت ادامه یال گرده‌رش را تصرف کند. از این رو، برای کمک و تقویت این یگان به توپخانه و ادوات دستور داده شد در آن محور اجرای آتش کنند.
در همین راستا ساعت پنج صبح به لشکر ویژه شهداء و لشکر ۷ ولی عصر دستور داده شد که در پی ادامه مأموریت لشکر ۵۷ و تقویت خط دفاعی لشکر ۲۱ امام‌رضا وارد عمل شوند. در این حال، بار دیگر نیروهای عراقی اوایل صبح پاتک کردند، اما این بار سرکوب شدند. پس از این حمله، تا ظهر روز اول، تحرک خاصی از ارتش عراق مشاهده نشد، اما بعد از ظهر، چند فروند هواپیمای نیروی هوایی عراق، با قصد بمباران مواضع نیروهای ایرانی، به اشتباه، مواضع قوای خودی را بمباران کردند.
در شب دوم، لشکر ویژه شهدا روی ادامه یال گرده‌رش، با یک گردان از لشکر ۵۷ عبور کرده و آن را تصرف کرد. عراقی‌ها پس از عقب‌نشینی از گرده‌رش، از روز سوم عملیات با تیپ‌های ۳۱، ۷۷ و ۸۳ از دو محور به مواضع نیروهای خودی در میان قله‌های ۲ و ۳ و همچنین به قله ۲ حمله کردند، اما نیروهای ایرانی آن‌ها را عقب زدند.
از روز سوم آذر ۱۳۶۶ نیز نیروهای اتحادیه میهنی کردستان عراق روی ارتفاع «ویولان» عملیات خود را آغاز کردند. در پی این اقدام، ارتش عراق، توجه خود را به آن محور معطوف کرد و موفق شد پس از چند روز درگیری، اتحادیه را وادار به عقب‌نشینی کند. در مجموع عملیات نصر ۸ پس از یک هفته با موفقیت نیروهای ایرانی، پایان یافت.
نیروهای ایرانی در عملیات نصر ۸، به‌طور کامل به هدف‌های خود دست یافتند و با تصرف ارتفاع گرده‌رش، یک سرپل مناسب در آن سوی رودخانه قلعه چولان، برای اقدامات بعدی به دست آمد.
در این عملیات، ارتش عراق متحمل تلفات نیروی انسانی و تجهیزات زیادی شد و ۲۰۰ تن از آن‌ها نیز به اسارت نیروهای ایرانی درآمدند. همچنین، تیپ‌های ۳۹، ۷۴، ۷۷ و ۸۳ و برخی یگان‌های دیگر عراقی آسیب دیدند. علاوه بر این، مقداری از سلاح، مهمات و تجهیزات نیز منهدم یا توسط نیروهای سپاه پاسداران، به غنیمت گرفته شد.

## اهداف عملیات
تصرف ارتفاع گرده رش و در نتیجه تسلط بر بخشی از رودخانه قلعه چولان و تسهیل عبور نیروها.

## منطقه عملیات
منطقه عملیاتی در شمال سلیمانیه واقع و توسط ارتفاعات بلند گرده رش، گوجار، قمیش، دولبشک، الاغلو، ویولان، گرده شیلان و نیز دشت هرمدان و تپه‌های جنگاوی احاطه شده‌است. از جمله ویژگی‌های این منطقه نیز می‌توان از کوهستانی بودن، محدودیت عقبه، نبود جاده و سرما نام برد.